# Discothyrea sauteri
Discothyrea sauteri är en myrart som beskrevs av Auguste-Henri Forel 1912. Discothyrea sauteri ingår i släktet Discothyrea och familjen myror. Inga underarter finns listade i Catalogue of Life.